# لویجی مایر
لویجی مایر (۱۸۰۳–۱۷۵۵)، (انگلیسی: Luigi Mayer) یک هنرمند ایتالیایی-آلمانی و یکی از اولین و مهمترین نقاشان اروپایی در اواخر قرن ۱۸ امپراتوری عثمانی بود.
وی بین سالهای ۱۷۷۶ و ۱۷۹۴ به‌طور گسترده‌ای در محدوده امپراتوری عثمانی سفر کرد و به خاطر نقوش و نقاشی‌های خود از مناظر سراسرنما از اماکن باستانی از بالکان تا جزایر یونان، ترکیه و مصر، به ویژه بناهای باستانی و نیل به خوبی شهرت یافت. بسیاری از آثار او در مجموعه آینسلی (Ainslie)، که بعداً به موزه بریتانیا ارائه شد، گردآوری شده و بینشی ارزشمند از خاورمیانه آن دوره ارائه می‌دهد.